# Lijst van burgemeesters van Bronckhorst
Dit is een lijst van burgemeesters van de Nederlandse gemeente Bronckhorst in de provincie Gelderland sinds haar stichting in 2005.
| Ambtsperiode               | Naam burgemeester                | Partij of stroming | Bijzonderheden                                                                                               |
| -------------------------- | -------------------------------- | ------------------ | --- |
| 1 jan. 2005 – 9 nov. 2005  | Henk (H.L.) van der Wende        | D66                | waarnemend                                                                                                   |
| 10 nov. 2005 – aug. 2013   | Henk (H.A.J.) Aalderink          | VVD                | onderbreking in verband met ziekteverlof                                                                     |
| 1 okt. 2013 – 31 dec. 2013 | Fred (G.J.) de Graaf             | VVD                | waarnemend                                                                                                   |
| 1 jan. 2014 – 1 feb. 2015  | Henk (H.A.J.) Aalderink          | VVD                | hervatting werkzaamheden na ziekteverlof, maar in 2015 opnieuw ziek geworden. Overleden op 19 februari 2015. |
| 2 feb. 2015 – 20 okt. 2015 | Helmi (W.H.) Huijbregts-Schiedon | VVD                | waarnemend                                                                                                   |
| 21 okt. 2015 31 dec. 2023  | Marianne (M.) Besselink          | PvdA               | [ 3 ] |
| 1 jan. 2024 – 12 jan. 2025 | Marja (M.A.J.) van der Tas       | CDA                | waarnemend                                                                                                   |
| 13 jan. 2025 – heden       | Patrick (P.J.M.) van Domburg     | VVD                | [ 5 ] |